# Ribièiras (Gard)
Ribièiras (en francès Rivières) és un municipi francès situat al departament del Gard i a la regió d'Occitània.